# Auto-auto
Auto-auto is een hoorspel van Alf Poss. Auto-Auto werd op 18 juni 1971 door de Westdeutscher Rundfunk uitgezonden. Manfred Boekhof vertaalde het en de NCRV zond het uit op zondag 21 januari 1973. De regisseur was Ab van Eyk. Het hoorspel duurde 46 minuten.

## Rolbezetting
- Nora Boerman
- Antoinette van Brink
- Petra Dumas
- Cecilia de Marez-Oyens
- Hellen Huisman
- Celia Nufaar
- Tom van Beek
- Manfred van Eyk
- Joost Fontaine
- Hein Vroon
- Carol van Herwijnen
- Bert van der Linden
- Govert Muis
- Dick Scheffer
- Frits Thors
- Jan Wegter

## Inhoud
Dit stereofonisch hoorspel, een akoestische fenomenologie van de auto, handelt over autogeluk, auto-ergernis, automuziek, autolawaai, autogekken, autoverachters, auto-bewustzijn, auto-onbewustzijn, autoreclame, auto-baltsritussen, auto en sport, auto en moord. Verder komen erin voor: auto en liefde, auto en dieven, verkeersopvoeding, verkeersrechtspraak, ongevalchirurgie, autocomplexen en autocongressen, autoverzorging en autovakantie, auto-agressie en autodromen, scheldwoorden voor chauffeurs, documentaire gegevens, statistische gegevens, lofliederen, klachten, meningen, prognoses, een auto-koor. In de draaikolk rondom de auto wordt niet alleen op de dominerende rol van de auto in de welvaartmaatschappij gewezen, maar ook op de psychologische achtergronden…